# Heteracris jucundus
Heteracris jucundus är en insektsart som först beskrevs av George Clifford Carl 1916.  Heteracris jucundus ingår i släktet Heteracris och familjen gräshoppor. Inga underarter finns listade i Catalogue of Life.